# François Moubandje
François Jacques Moubandje (Douala, 21 juni 1990) is een Zwitsers voormalig voetballer die doorgaans speelde als linksback. Tussen 2009 en 2024 was hij actief voor Servette, Toulouse, Dinamo Zagreb, Alanyaspor, Göztepe en FC Sion. Moubandje maakte in 2014 zijn debuut in het Zwitsers voetbalelftal en hij kwam uiteindelijk tot eenentwintig interlandoptredens.

## Clubcarrière
Moubandje kwam in de zomer van 1998 met zijn ouders vanuit Kameroen over naar Zwitserland, waar zij in Genève gingen wonen. Aldaar speelde hij in de jeugd van FC Saint-Jean, wat hij later verliet voor Servette. Tussen 2007 en 2009 kwam de verdediger uit voor amateurclub Meyrin, waarna hij terugkeerde bij Servette. Met die club promoveerde hij in 2011 naar de Super League, waar hij twee seizoenen actief zou zijn. In 2013 degradeerde Servette weer en na zes wedstrijden op het tweede niveau verliet Moukandjo de club. Hij tekende een vierjarig contract bij Toulouse, waar hij de naar Stade Rennais vertrokken Cheikh M'Bengue moest vervangen. Drie jaar later werd deze verbintenis verlengd tot medio 2019.
Na afloop van dit contract werd de Zwitser transfervrij overgenomen door Dinamo Zagreb, waar hij zijn handtekening zette onder een verbintenis voor de duur van drie seizoenen. In september 2020 werd Moubandje voor de rest van het seizoen verhuurd aan Alanyaspor. Na zijn terugkeer speelde hij vier wedstrijden in een half jaar. Hierop huurde opnieuw een Turkse club de verdediger, ditmaal Göztepe. Medio 2022 mocht Moubandje definitief vertrekken bij Dinamo, waarop hij voor twee jaar bij FC Sion tekende. Moubandje vertrok medio 2024 bij FC Sion en een jaar later besloot hij op vierendertigjarige leeftijd een punt achter zijn actieve loopbaan te zetten.

## Clubstatistieken
| Seizoen | Club          | Competitie       | Competitie | Competitie | Beker | Beker | Internationaal | Internationaal | Totaal | Totaal |
| Seizoen | Club          | Competitie       | Wed.       | Dlp.       | Wed.  | Dlp.  | Wed.           | Dlp.           | Wed.   | Dlp.   |
| ------- | ------------- | ---------------- | ---------- | ---------- | ----- | ----- | -------------- | -------------- | ------ | ------ |
| 2009/10 | Servette      | Challenge League | 5          | 0          | 0     | 0     | —              | —              | 5      | 0      |
| 2010/11 | Servette      | Challenge League | 16         | 0          | 0     | 0     | —              | —              | 16     | 0      |
| 2011/12 | Servette      | Super League     | 26         | 1          | 1     | 0     | —              | —              | 27     | 1      |
| 2012/13 | Servette      | Super League     | 19         | 0          | 0     | 0     | 4              | 0              | 23     | 0      |
| 2013/14 | Servette      | Challenge League | 6          | 1          | 0     | 0     | —              | —              | 6      | 1      |
| 2013/14 | Toulouse      | Ligue 1          | 3          | 0          | 0     | 0     | —              | —              | 3      | 0      |
| 2014/15 | Toulouse      | Ligue 1          | 31         | 0          | 2     | 0     | —              | —              | 33     | 0      |
| 2015/16 | Toulouse      | Ligue 1          | 23         | 0          | 5     | 1     | —              | —              | 28     | 1      |
| 2016/17 | Toulouse      | Ligue 1          | 34         | 0          | 4     | 1     | —              | —              | 38     | 1      |
| 2017/18 | Toulouse      | Ligue 1          | 21         | 0          | 0     | 0     | —              | —              | 21     | 0      |
| 2018/19 | Toulouse      | Ligue 1          | 22         | 0          | 0     | 0     | —              | —              | 22     | 0      |
| 2019/20 | Dinamo Zagreb | 1. HNL           | 14         | 0          | 0     | 0     | 1              | 0              | 15     | 0      |
| 2020/21 | → Alanyaspor  | Süper Lig        | 35         | 3          | 3     | 0     | 1              | 0              | 39     | 3      |
| 2021/22 | Dinamo Zagreb | 1. HNL           | 3          | 0          | 1     | 0     | 5              | 0              | 9      | 0      |
| 2021/22 | → Göztepe     | Süper Lig        | 8          | 0          | 1     | 0     | —              | —              | 9      | 0      |
| 2022/23 | FC Sion       | Super League     | 4          | 0          | 1     | 0     | —              | —              | 5      | 0      |
| 2023/24 | FC Sion       | Challenge League | 0          | 0          | 0     | 0     | —              | —              | 0      | 0      |
| Totaal  | Totaal        | Totaal           | 270        | 5          | 18    | 2     | 11             | 0              | 299    | 7      |

## Interlandcarrière
In 2011 was Moubandje actief namens Zwitserland –21, waarvoor hij zes wedstrijden uitkwam. In 2014 werd hij door bondscoach Vladimir Petković opgeroepen voor het Zwitsers voetbalelftal voor de duels tegen Slovenië en San Marino. Tijdens beide duels bleef de linksback echter op de bank en zodoende kwam hij nog niet tot zijn eerste interlandoptredens. Uiteindelijk maakte hij onder leiding van bondscoach Vladimir Petković zijn debuut voor de nationale A-selectie op 15 november 2014, toen hij in de basis stond in de EK-kwalificatiewedstrijd tegen Litouwen (4–0).
Moubandje maakte eveneens deel uit van de Zwitserse ploeg, die deelnam aan de WK-eindronde 2018 in Rusland. Daar eindigde de selectie onder leiding van Vladimir als tweede in groep E, achter Brazilië (1–1) maar vóór Servië (2–1) en Costa Rica (2–2). In de achtste finales ging Zwitserland vervolgens met 1–0 onderuit tegen Zweden door een treffer van Emil Forsberg. Moubandje kwam tijdens het toernooi niet in actie voor de nationale ploeg.
| Interlands van François Moubandje voor Zwitserland | Interlands van François Moubandje voor Zwitserland | Interlands van François Moubandje voor Zwitserland | Interlands van François Moubandje voor Zwitserland | Interlands van François Moubandje voor Zwitserland | Interlands van François Moubandje voor Zwitserland |
| №                                                  | Datum                                              | Wedstrijd                                          | Uitslag                                            | Competitie                                         | Goals                                              |
| Als speler bij Toulouse                            | Als speler bij Toulouse                            | Als speler bij Toulouse                            | Als speler bij Toulouse                            | Als speler bij Toulouse                            | Als speler bij Toulouse                            |
| -------------------------------------------------- | -------------------------------------------------- | -------------------------------------------------- | -------------------------------------------------- | -------------------------------------------------- | -------------------------------------------------- |
| 1                                                  | 15 november 2014                                   | Zwitserland – Litouwen                             | 4 – 0                                              | EK 2016 kwalificatie                               |                                                    |
| 2                                                  | 18 november 2014                                   | Polen – Zwitserland                                | 2 – 2                                              | Vriendschappelijk                                  |                                                    |
| 3                                                  | 31 maart 2015                                      | Zwitserland – Verenigde Staten                     | 1 – 1                                              | Vriendschappelijk                                  |                                                    |
| 4                                                  | 10 juni 2015                                       | Zwitserland – Liechtenstein                        | 3 – 0                                              | Vriendschappelijk                                  |                                                    |
| 5                                                  | 9 oktober 2015                                     | Zwitserland – San Marino                           | 7 – 0                                              | EK 2016 kwalificatie                               |                                                    |
| 6                                                  | 12 oktober 2015                                    | Estland – Zwitserland                              | 0 – 1                                              | EK 2016 kwalificatie                               |                                                    |
| 7                                                  | 13 november 2015                                   | Slowakije – Zwitserland                            | 3 – 2                                              | Vriendschappelijk                                  |                                                    |
| 8                                                  | 17 november 2015                                   | Oostenrijk – Zwitserland                           | 1 – 2                                              | Vriendschappelijk                                  |                                                    |
| 9                                                  | 25 maart 2016                                      | Ierland – Zwitserland                              | 1 – 0                                              | Vriendschappelijk                                  |                                                    |
| 10                                                 | 29 maart 2016                                      | Zwitserland – Bosnië en Herzegovina                | 0 – 2                                              | Vriendschappelijk                                  |                                                    |
| 11                                                 | 3 juni 2016                                        | Zwitserland – Moldavië                             | 2 – 1                                              | Vriendschappelijk                                  |                                                    |
| 12                                                 | 25 maart 2017                                      | Zwitserland – Letland                              | 1 – 0                                              | WK 2018 kwalificatie                               |                                                    |
| 13                                                 | 1 juni 2017                                        | Zwitserland – Wit-Rusland                          | 1 – 0                                              | Vriendschappelijk                                  |                                                    |
| 14                                                 | 9 juni 2017                                        | Faeröer – Zwitserland                              | 0 – 2                                              | WK 2018 kwalificatie                               |                                                    |
| 15                                                 | 7 oktober 2017                                     | Zwitserland – Hongarije                            | 5 – 2                                              | WK 2018 kwalificatie                               |                                                    |
| 16                                                 | 27 maart 2018                                      | Zwitserland – Panama                               | 6 – 0                                              | Vriendschappelijk                                  |                                                    |
| 17                                                 | 3 juni 2018                                        | Spanje – Zwitserland                               | 1 – 1                                              | Vriendschappelijk                                  |                                                    |
| 18                                                 | 8 juni 2018                                        | Zwitserland – Japan                                | 2 – 0                                              | Vriendschappelijk                                  |                                                    |
| 19                                                 | 11 september 2018                                  | Engeland – Zwitserland                             | 1 – 0                                              | Vriendschappelijk                                  |                                                    |
| 20                                                 | 15 oktober 2018                                    | IJsland – Zwitserland                              | 1 – 2                                              | Nations League 2018/19                             |                                                    |
| 21                                                 | 14 november 2018                                   | Zwitserland – Qatar                                | 0 – 1                                              | Vriendschappelijk                                  |                                                    |